# Friedrich Polack
Friedrich Polack (Flarchheim, 24 gennaio 1835 – 19 luglio 1915) è stato un educatore e scrittore tedesco.

## Biografia
Nacque a Flarchheim, provincia di Sassonia, studiò a Erfurt e lavorò come insegnante a Schierschwenda, Kammerforst, Erfurt e Nordhausen. Dal 1876 fino alla sua pensione nel 1904 fu ispettore di scuola distrettuale a Worbis. Dopo il 1904, fu attivo come autore di libri scolastici di storia, scienza e letteratura. Fondò il giornale Pädagogische Brosamen nel 1898, in qualità di redattore fino al 1906.

## Opere
- 1883, Jugendleben
- 1883, Geschichtsbilder aus der allgemeinen und vaterländischen Geschichte
- 1896–1890 Brosamen, Erinnerungen aus dem Leben eines Schulmannes (autobiografico, 3 vols.)
- 1887, Amtsleben in der Stadt
- 1888, Aus meiner Jugendzeit
- 1896, Philipp Melanchthon, Deutschlands Lehrer und Luthers Freund und Mithelfer : Bilder aus seinem Leben und Wirken ; Zur Jubelfeier von Melanchthons 400jähr. Geburtstage (16. Februar 1897)
- 1905, Unser Schiller : zur hundertsten Wiederkehr von Schillers Todestage
- Geschichtsleitfaden für Bürger- und Mittelschulen (con Sattler)
- Illustriertes Realienbuch
- Kleines Realienbuch (con Machold, 2 vols.)

- 1880–1905, Aus deutschen Lesebüchern  (con Dietlein, Frick, Machold, Richter, 6 vols.)
- 1881, Historische Gedichte Für Schule und Haus
- 1885, Epische und lyrische Dichtungen erläutert für die Oberklassen der höheren Schulen und für das deutsche Haus (con Otto Frick)
- 1887, Lyrische Dichtungen
- 1889, Aus der Jugend für die Jugend
- 1912, Dichtungen in Poesie und Prosa für die Unterstufe